# Khun mae jum lang
Khun mae jum lang (คุณแม่จำแลง), conosciuta anche con il titolo internazionale Mommy Impersonator, è una serie televisiva thailandese del 2009, diretta da Aranya Siyanon.

## Trama
Tanwa è divorziato ed è preoccupato per il futuro del figlio, Porto, che sente fortemente la mancanza di una figura materna; racconta quindi al figlio che la sua ex-moglie sarebbe presto venuta a trovarlo. Tanwa si traveste così da donna e si reca alla scuola di Porto, ma quella che doveva essere una soluzione temporanea diventa una vera e propria "doppia identità", essendosi Tanwa innamorato di Chatcha, madre di un'amica di Porto. Con il benestare dei loro figli, i due infine si sposano.

## Distribuzione
In Thailandia, Khun mae jum lang è stato trasmesso dal 3 gennaio al 1º febbraio 2009 su Channel 3.